# Obrovac
Obrovac (italsky Obrovazzo) je město v severní Dalmácii v Chorvatsku. Nachází se v zadarské župě, v kaňonu řeky Zrmanja, přibližně 11 km od místa, kde ústí do Novigradského zálivu, který vytváří záliv Jaderského moře.

## Obyvatelstvo
Ve městě v roce 2011 žilo 985 obyvatel. Kromě vlastního města k němu administrativně náleží dalších 11 sídel: Bilišane, Bogatnik, Golubić, Gornji Karin, Kaštel Žegarski, Komazeci, Krupa, Kruševo, Muškovci, Nadvoda a Zelengrad. V celé této opčině žilo 4 323 obyvatel, z nichž 65,72 % tvořili Chorvati, 31,44 % Srbové a 0,81 % Albánci.
Před chorvatskou operací Bouře v roce 1995 bylo 86 % obyvatel srbské národnosti.

## Historie
Obrovac je poprvé zmiňován v roce 1337. V roce 1527 bylo město zabráno osmanskými Turky. V roce 1687 vedl Stojan Janković dalmátské Srby, kteří poté Turky z města vyhnali. Během druhé světové války bylo město jako část Dalmácie v oblasti přibližně od Zadaru až po Split součástí Itálie.
Nad městem se nachází ruiny starého opevnění města. Nedaleko města se nachází klášter se sbírkou vzácných ikon.